# Garnier (prénom)
Pour les articles homonymes, voir Garnier.
Garnier est un prénom d'origine germanique, resté fréquent comme patronyme. Il s'agit de la forme du français central équivalente aux formes septentrionales d’oïl Warnier, Wargniez, Varnier et Vernier, anciens prénoms devenus patronymes.
Il s'agit d’un anthroponyme d'origine germanique, basé sur les éléments WARN, nom d'un peuple germanique, élargissement de VAR « défenseur, protecteur, guerrier » et HER > hari « armée », d'où Warinhari qui a également donné les prénoms vieux haut allemand Wernher > Werner et bas allemand Warner.

## Variantes
- allemand : Werner, Wernher
- scandinave : Verner
- frison : Warner
- français : Garnier, Gasnier, Vernier, Garner, Garneret, Guernier, Varnier, Warnier, Warniez, Wargniez, Wargnier, Warnéry
- espagnol : Guarnerio
- italien : Guarniero